# Maksim Klarin
Maksim Klarin (Jezera, (otok Murter) 11. svibnja 1947. - ), hrvatski znanstvenik u pomorstvu 

## Životopis
Maksim Klarin rođen je 11 svibnja 1947. u mjestu Jezera na otoku Murteru. Osnovnu školu završio je u Tisnom, srednju u Zadru, a fakultet je završio u Rijeci. Kapetan je duge plovidbe. Plovio je šesnaest godina na brodovima Jugotankera, Jugolinije, Splitske plovidbe i Jadrolinije, od čega je 10 godina kao zapovjednik na brodovima trgovačke mornarice.  
Iskustvo stečeno na morima svijeta prenosi na mlade nakon što se 1988. zaposlio kao nastavnik nautičke grupe predmeta u srednjoj Pomorskoj školi u Zadru.

## Znanstveni rad
Maksim Klarin osnivač je studija pomorstva u Zadru. Magistarski rad obranio je 1995. godine s temom "Nautički računi s međuzvjezdanim udaljenostima u sustavu astronomske navigacije". Doktorsku disertaciju "Prilog istraživanju zbrinjavanja balastnih voda tankera" obranio je 2006 godine. Bio je vanjski je suradnik na Visokoj pomorskoj školi Split, studij u Šibeniku od 1996. do 2000. Bio je voditelj i viši predavač studija pomorstva u Zadru (kao dislocirani studij Pomorskog fakulteta Rijeka) od 2000. do 2005. Vanjski je suradnik na Odjelu za pomorstvo Sveučilišta u Zadru. Član je osnivačkog vijeća Udruge kapetana duge plovidbe i poručnika trgovačke mornarice Zadar i vršitelj dužnosti predsjednika od 2007. Član je osnivačkog vijeća Zajednice udruga kapetana duge plovidbe Republike Hrvatske. Suradnik u projektu spomeničkog kompleksa Pozdrav Suncu (Spomenik Suncu) u Zadru. U profesora-savjetnika promoviran je 2001. godine. Stalni je član Znanstvenog vijeća za pomorstvo, Sekcije za morsko brodarstvo Hrvatske akademije znanosti i umjetnosti. Član je britanskog Royal Institute of Navigation (RIN).

## Djela
- Astronomska navigacija 1-udžbenik za srednje pomorske škole
- Astronomska navigacija 2-udžbenik za srednje pomorske škole
- Priručnik za voditelje brodica
- Nedjelja na Dajni, (roman), 1995.
- Konjske tišine, (roman), 2017.

## Članci
- Nautička analiza efemeridskog dijela kalendara Svetog Krševana (Zbornik Filozofskog fakulteta u Zadru)
- Pomorsko-meteorološki uvjeti na zadarskom pomorskom okružju i njihov utjecaj na plovidbu (Jadranska meteorologija)
- Meteorološke komponente GMDSS sustava (Jadranska meteorologija)
- Vidljivost sa zapovjedničkog mosta (Pomorski zbornik, Rijeka)
- IMO model course 7.03. za izobrazbu časnika plovidbene straže (Školski vjesnik, Split)
- Referat Human Factors in Raising Standards of Safety at Sea (7th International Conference IAAST, Šibenik).

Osnivač je sportsko-ribolovnog društva "Punta Rata" u Jezerima na otoku Murteru, koje organizira natjecanje u ribolovu na velike ribe (Big Game Fishing). 